# Critères de Fried
Les critères de Fried sont une liste de 5 critères utilisés en gériatrie pour définir le syndrome de fragilité du sujet âgé. Ils reposent sur les travaux publiés en 2001 de Linda Fried, gériatre et épidémiologiste américaine,.
En plus de leur utilisation en pratique clinique, ils sont également utilisés comme critère de recrutement en recherche clinique.

## Critères
Les critères sont basés sur des données phénotypiques objectives et subjectives :
- perte de poids involontaire de plus de 4,5 kg ou de plus de 5 % en 1 an ;
- asthénie ressentie par le patient selon une échelle d'autoévaluation ;
- baisse de la vitesse de marche sur 4 mètres (seuil de 0,8 m/s) ;
- perte de force musculaire (grip test selon la taille et l'IMC) ;
- sédentarité mesurée selon un seuil de dépense énergétique[6].

## Classification
Les sujets âgés sont dits « robustes » s'il ne présentent aucun critère et « fragiles » s'ils en présentent au moins trois. Les sujets n'entrant dans aucune de ces deux catégories sont qualifiés de « pré-fragiles ».

## Implications
Il a été montré que les sujets considérés comme fragiles selon ces critères avaient un risque d'hospitalisation et de décès à 3 ans augmenté par rapport aux autres personnes.

## Limites
Les critères phénotypiques de Fried n'envisagent la fragilité que selon des critères physiques. L'échelle de Rockwood qui intègre une approche multidimensionnelle peut être utilisée de manière complémentaire.
La nécessité de pratiquer les tests de façon standardisée (vitesse de marche, mesure de la force de préhension) peut également être un obstacle à son utilisation en routine en médecine ambulatoire.